# Samojlovicha Peninsula
Samojlovicha Peninsula  är en halvö i Antarktis. Den ligger i Östantarktis. Australien gör anspråk på området.